# Albert Nobbs
Albert Nobbs és una pel·lícula de 2011 dirigida per Rodrigo García, protagonitzada per Glenn Close i basada en la novel·la curta The Singular Life of Albert Nobbs de l'escriptor irlandès George Moore.
La cinta és la tercera col·laboració cinematogràfica entre el director i l'actriu i explica la història d'una dona que passa trenta anys de la seva vida disfressada d'home.
Glenn Close i Janet McTeer van ser nominades als Globus d'Or del 2012 i els Oscars d'aquell mateix any.
Aquesta pel·lícula ha estat doblada al català.

## Argument[calcitació]
Segle XIX a Irlanda: Per tal de poder treballar i sobreviure tota sola, una dona (Glenn Close) es fa passar per home. Trenta anys més tard, quan vol obrir una botiga i reprendre la seva vida, es trobarà atrapada en la mateixa trampa masculina que ella ha creat.

## Repartiment
- Glenn Close: Albert Nobbs
- Mia Wasikowska: Helen Dawes
- Aaron Johnson: Joe
- Janet McTeer: Hubert Page
- Pauline Collins: Sra. Baker
- Brenda Fricker: Polly
- Jonathan Rhys-Meyers: Vescomte Yarrell
- Brendan Gleeson: Dr. Holloran
- Maria Doyle Kennedy: Mary

## Nominacions[calcitació]
- 2012: Oscar a la millor actriu per Glenn Close
- 2012: Oscar a la millor actriu secundària per Janet McTeer
- 2012: Oscar al millor maquillatge per Martial Corneville, Lynn Johnson i Matthew W. Mungle
- 2012: Globus d'Or a la millor actriu dramàtica per Glenn Close
- 2012: Globus d'Or a la millor actriu secundària per Janet McTeer
- 2012: Globus d'Or a la millor cançó original per Glenn Close i Bryan Byrne